# Каменев, Гавриил Петрович
Гаврии́л (Гаври́ла) Петро́вич Ка́менев (3 [14] февраля 1772, Казань, Российская империя — 25 июля [6 августа] 1803, Казань; по другим данным, родился 9 (20) марта 1773) — русский поэт, прозаик, переводчик, бургомистр в Казани (1798—1800). Первый представитель русского романтизма. Сделав
поэзию «выразительницей собственного эмоционального опыта, он пользовался новой стихотворной формой — „германской“, лишённой рифм, и находился под сильным влиянием Оссиана и Юнга».

## Происхождение
Родился в Казани в старинной и богатой купеческой семье. Его предком был казанский татарин-мурза Макул. Вскоре после захвата Иваном Грозным, Макула перешел к нему на службу и принял православие.
Отец поэта, Пётр Григорьевич Каменев (1740—1776), был казанским именитым купцом, президентом губернского магистрата и городским головою. Когда в 1767 году Екатерина II посещала Казань, она обратила на него своё внимание и он «чуть было не попал в число её фаворитов». При отъезде из Казани в Симбирск императрица, не видя его, спросила: «А что, неужели Каменев меня не проводит?». Петр Григорьевич, однако в это время «хлопотал» на другой лодке. Когда он по призыву императрицы явился к ней, она вынула шпагу из портупеи одного из стоящих ближе к ней придворных и вручила её П. Г. Каменеву, который позже сопровождал Екатерину II до Симбирска.
Мать поэта, Татьяна Ивановна, в девичестве Крохина (1743—1779), была дочерью казанского купца старообрядца Ивана Васильевича Крохина. Будучи ярым старообрядцем, он устроил в своём доме на Георгиевской улице в Казани тайную моленную. Во время пребывания в Казани Пугачева Крохин был приближенным к нему человеком, «первым вельможей», как называли его очевидцы. Пугачев часто посещал Крохина, мылся в его бане, молился в его домашней моленной и даже, после побега из казанского острога, укрывался в тайной пещере на горе позади крохинского дома.
Родители поэта скончались рано. От брака у них было трое детей: две дочери и сын. Старшая дочь, Пелагея Петровна, была замужем за дворянином Гавриилом Ивановичем Дедевым — надворным советником, служившем в гражданской палате в Казани. Младшая дочь, Анна Петровна, вышла замуж за дворянина, майора Андрея Ивановича Апехтина, впоследствии казанского городничего. У Апехтиных была дочь Александра, поэтесса и писательница, вышедшая потом замуж за известного в Казани профессора Карла Федоровича Фукса.

## Литературная деятельность
Получил хорошее воспитание в лучшем казанском пансионе Вюльфинга, где его сверстниками были дворянские сыновья. Он обучался там примерно с 1784 года. Прекрасно освоив в пансионе немецкий и французский языки и литературу, по-русски писал очень безграмотно.
В 1796—1803 годах произведения Каменева публиковались в московских и петербургских литературных журналах-альманах «Муза», «Иппокрена» и «Новости русской литературы». Печатая свои стихи, он стал известен в столицах и свел знакомства с Карамзиным и Дмитриевым. В особенности имя его стало известно после баллады «Громвал», которая долгое время включалась во все русские хрестоматии. Впервые она была опубликована в «Периодическом издании Вольного общества любителей словесности, наук и художеств», членом которого он был с 30.08.1802 г., в 1804 году, уже после его смерти. Её сюжет был заимствован из старинных преданий: сказочный богатырь Громвал освобождает, преодолевая чудовищные препятствия, свою любимою, красавицу Рогнеду, заколддованную волшебником Зломаром. В «Громвале» поэт использовал легенды Казани, главный герой сражается с крылатыми змеями Зилантами, стерегущими замок Зломара:
И Зиланты, послышав Громвалов приход,

Испускают вой, свисты и крыльями бьют,

Челюсть разинув, летят на него,

Копьями жалы торчат из пастей,

Чешуею бренчат, извивая хвосты,

Выпускают погибельны когти из лап

Каменевым были намечены тенденции, получившие развитие в романтической литературе: интерес к готике, автобиографизм лирики, в которой на первый план выходят глубокие эмоциональные переживания субъекта, стремление к запредельному, вечно уходящему. По воспоминаниям племянницы поэта, Александры Фукс, во время пребывания в Казани А. С. Пушкин с уважением отзывался о Каменеве:
Пушкин говоря о русских поэтах, очень хвалил родного моего дядю, Гаврилу Петровича Каменева, возвратился опять в мой кабинет, чтобы взглянуть на его портрет, и, посмотрев на него несколько минут, сказал: «Этот человек достоин был уважения: он первый в России осмелился отступить от классицизма. Мы русские романтики должны принести должную дань его памяти: этот человек много бы сделал, ежели бы не умер так рано». Он просил меня собрать все сведения о Каменеве и обещал написать его биографию.
 Творчество Каменева опиралось на зарубежные литературные образцы эпохи и во многом на личные чувства и жизненные перипетии. В начальных страницах поэтического творчества поэта можно найти произведения в жанре сентименталистической идиллии, однако наиболее ярко он проявил себя в мрачной элегии. Художественный мир и душевное состояние Каменева со временем приобретают постоянный «флер» меланхолии, черты трагизма, масонской мистики, «кладбищенского» настроения. Смерть была постоянным предметом его мыслей и чувств, одним из ключевых поэтических образов. В круге «ночной», «кладбищенской» поэзии Каменев достиг яркого образно-символического воплощения, стал одним из ярких авторов. Его стихи полностью выстроены на противопоставлении и несовпадении мечты и реальной жизни. Так в «Мечте» Каменев всем человеческим ценностям противопоставляет неумолимый бег времени. Вельможа, мечтающий стать знаменитым, великим, любимым народом, неожиданно умирает.
Погиб надменный в том часу

Исчезла с ним его и слава

Осталась глыба лишь земли.

Мечта! Мечта! Сердец отрава!

Исполнена одной ты тли!''
В стихотворениях Каменева звучат мотивы умирающей природы, осеннего пейзажа, кладбищенской темы («Кладбище», «Старик»).
Каменев зарекомендовал себя не только как талантливый поэт, но и как переводчик. Известны его переводы «Желание спокойствия» из Г. Клейста, «Утренняя песнь» из С. Гесснера, «Эдальвина» из Козегартена. Наиболее значительные произведения Каменева вошли в сборник «Поэты-радищевцы» (Л., 1935), затем — в издание «Поэты 1790—1810-х г.» (Л., 1971).

## Общественная деятельность
В своей купеческой и управленческой деятельности Каменев был успешен. В 1790-х годах он избирался сначала ратманом, а затем бургомистром городового магистрата; был купцом первой гильдии. В 1800 году получил высшее для купеческого сословия в России звание — коммерции советника .
Каменев был одним из самых богатых людей Казани, владел значительной недвижимостью — домами, лавками, амбарами; имел большой денежный капитал, но тяготился торговой деятельностью. Оставил своим детям немалое наследство. Вся жизнь его прошла в Казани, исключая нескольких поездок в Москву и Петербург (1799, 1800, 1802 годах). В феврале 1799 года, отчасти и по торговым делам, Каменев был в Москве и почти каждый день писал своему другу С. А. Москотильникову.

## Смерть
После возвращения в Казань в сентябре 1802 года состояние его здоровья стало ухудшаться и в 1803 году он скончался на тридцать втором году жизни. Похоронен был на кладбище Кизического монастыря. Причиной кончины поэта в метрической записи Воздвиженской церкви была указана чахотка.

## Семья
Поэт женился на пензенской дворянке Марии Александровне Подладчиковой, но брак их был несчастливым. Причин подтверждающих это несколько: это был брак по расчету, без взаимной любви; молодые супруги оба были людьми страстными и увлекающимися. Жену поэта упрекали во всех смертных грехах, хотя понять её нетрудно, «поэт вступил в брак, значительно поизносившись и по расшатав свой организм кутежами, развратом». Скорее всего, это стало одной из причин того, что Мария охладела к своему супругу. Видимо со временем Г. П. Каменев изменил своё отношение к супруге, но было уже поздно. «Поэт, страстно любя свою жену, славившуюся не одной красотою, но и образованием, не встречал с её стороны, соответственной взаимности». В браке у Каменева  было две дочери:
- Екатерина Гавриловна (1794—1828), замужем за капитаном и казанским помещиком Иваном Ивановичем Рубановым.
- Татьяна Гавриловна (ум. 1866), в Национальном музее РТ сохранились неизданные письма Каменева написанные его друзьям и родным. Уникальной особенностью писем является то, что в них, хоть и в нескольких строках, запечатлены чувства Каменева как отца, его отношение к младшей дочери Татьяне. В них он интересуется её здоровьем и образованием (в письмах о Екатерине ничего не указывается): «Радуюсь также, что Танюшка начала учиться грамоте, дай Бог ей охоту, прилежание и способности, какие я имел с молодых лет моих» (Дедевым; Москва, 11 июня 1802 г.). Замужем за купцом Родионом Петровичем Хворовым, рано покинувшим её. После смерти мужа стала монахиней Казанского женского монастыря, где и окончила свою жизнь.